# 大井章生
大井 章生（おおい あきお）は、日本のテレビプロデューサー。
日本テレビにてディレクター、プロデューサーなどを務める。

## 人物
『束の間の一花』のインタビューでは、「撮影前にはこのシーンがどういう流れで来ているか、登場人物の心情などを指差し確認させていただきながら撮影している」とし、原作の良さを残すよう務めている。
また、ゴールデン・プライムタイム帯連続ドラマでは初プロデュース作品となったセクシー田中さんでのインタビューでは、「原作にとても魅力を感じ、そのよさを壊すことなくドラマにすれば心打つ作品になると考えた」と答えている。

## 作品

### 2016年
- 24時間テレビ 愛は地球を救う39 - フロアディレクター

### 2017年
- 24時間テレビ 愛は地球を救う40 - フロアディレクター
- インテリが知らない世界のおバカ疑問 - ディレクター

### 2018年
- THE MUSIC DAY 2018 伝えたい歌 - ディレクター
- 24時間テレビ 愛は地球を救う41 - フロアディレクター
- 絶対に笑ってはいけないトレジャーハンター24時! - ディレクター

### 2019年
- THE MUSIC DAY 2019 時代 - ディレクター
- 24時間テレビ 愛は地球を救う42 - 国技館ディレクター

### 2020年
- 35歳の少女 - プロデューサー補
- 35歳の少女 Huluオリジナルストーリー 『25年前のあなたへ』 - プロデューサー

### 2021年
- コントが始まる - プロデューサー補

### 2022年
- ムチャブリ! わたしが社長になるなんて - プロデューサー補

### 2023年
- ノンレムの窓 2023・新春 - プロデューサー[3]
- 束の間の一花 - プロデューサー[4]
- セクシー田中さん - プロデューサー[2]
- メンターMiki先生 - プロデューサー[5]